# Orphnebius ancorarius
Orphnebius ancorarius – gatunek chrząszcza z rodziny kusakowatych i podrodziny Aleocharinae.
Gatunek ten opisany został w 2011 roku przez Volkera Assinga na podstawie pojedynczego samca, odłowionego w 1988 roku.
Chrząszcz o ciele długości 3,9 mm. Głowa 1,4 raza szersza niż długa, czarna, pośrodku połyskująca i niepunktowana. Czułki ciemnobrązowe z rudymi czterema członami nasadowymi. Przedplecze czarne, najszersze z tyłu i dobrze zaznaczonych kątach tylnych, w przekroju poprzecznym silnie wypukłe, wyposażone w czarne, długie szczeciny na bocznych brzegach. Wyraźnie rozszerzone z tyłu i rozproszenie punktowane pokrywy są ubarwione czarniawobrązowo z rozjaśnionymi krawędziami tylnymi i przyszwowymi. Ubarwione rudo odnóża są długie i smukłe. Odwłok jaskrawo rudy, klinowaty. Samiec ma ósmy sternit opatrzony dwoma poprzecznymi rządkami szczecinek i szeroko wypukły na tylnym brzegu. Środkowy płat edeagusa odznacza się krótkim wyrostkiem brzusznym o nieco kotwicowatym wierzchołku, a paramery zbliżoną długością parameritu i kondylitu. 
Kusak znany tylko z doliny Gitang Khola w nepalskim dystrykcie Ilam.